# Улица Суур-Клоостри
Улица Су́ур-Кло́остри (эст. Suur-Kloostri tänav — букв. «Большая Монастырская улица») — улица в историческом районе Старый город Таллина (Эстония), идёт от улицы Лай к улице Нунне. Протяжённость — 274 метра.

## История
Название улицы связано с располагавшимся здесь с 1249 по 1629 год женским цистерцианским монастырем Святого Михаила. После вхождения Таллина в состав Российской империи (1710 г.) собор уже закрытого до этого монастыря был передан Русской православной церкви, ныне это Собор Спаса Преображения в юрисдикции Эстонской православной церкви. Улица получила название Большая Монастырская (нем. Große Klosterstraße), в начале XX века — Большая Соборная. В русских источниках также упоминается как Монастырский переулок.
В 1896 году в крепостной стене был пробит проход — ворота Клоостри, через который улица выходит из Старого города между башнями Нунна и Сауна.
В советское время (1950—1987) называлась Ноорузе (эст. Nooruse tänav — букв. «Молодёжная улица»).

## Застройка
Улица имеет историческую застройку:
- дом 7 — спортивный комплекс гимназии Густава Адольфа;
- дом 14 — собор Спаса Преображения[7];
- дом 16 — гимназия Густава Адольфа.